# System of a Down (album)
Albums de System of a Down
Toxicity
(2001)
Singles
1. Sugar
Sortie : 27 septembre 1998
2. Spiders
Sortie : février 1999

System of a Down est le premier album éponyme du groupe de rock arméno-américain System of a Down, paru le 30 juin 1998 et publié par American Recordings ainsi que par Columbia Records. L'album fut certifié disque d'or par la RIAA le 2 février 2000. Deux années plus tard, après la sortie et le succès de Toxicity, il fut certifié disque de platine. En tant que premier album du groupe, il permit à ce dernier de s'imposer sur la scène rock et metal du moment grâce à des titres comme "Sugar", "War?", "Mind" ou encore "P.L.U.C.K" qui depuis sont des standards du groupe joués constamment sur scène.

## Vue d'ensemble
L'album constitue un ensemble en apparence hétéroclite, car traitant de sujets aussi divers que novateurs. Se mêlent ainsi dans cet album la dénonciation du génocide arménien perpétré par les Ottomans en 1915 (P.L.U.C.K.), l'usage de drogues et leurs conséquences (Sugar), la folie (Mind), la guerre et les Croisades (War?).
Traiter de sujets aussi variés induit également une diversité de styles déconcertante, au point de ne pouvoir qualifier la musique du groupe que d'expérimentale. Cependant il est possible de déterminer plusieurs styles se mêlant ici : 
- Heavy metal : les riffs lourds de Daron Malakian et les paroles subversives de "Sugar", "Suite-Pee", "Know" ou encore "Darts" ou "P.L.U.C.K." se définissent comme éléments du heavy metal.
- Rock progressif : S'illustre à travers "Spiders", rythme lent et paroles teintées de lyrisme (The piercing radiant moon/The storming of poor June/All the life running through her hair). Quelques éléments dans "Suggestions" et "Know".
- Autres éléments : growls propres au death metal sur "Sugar", "Mind", "P.L.U.C.K. " ; paroles pouvant être assimilées au art rock.

System of a Down fut acclamé par les critiques musicaux à sa sortie et reçut de très bonnes notes (Drowned In Sound, Ultimate Guitar et Sputnikmusic lui ont attribué la note maximale)
L'album figure dans le livre 1001 albums qu'il faut avoir écoutés dans sa vie.

## Pochette
La main sur la pochette du disque provient d'une affiche faite par John Heartfield pour le Parti communiste d'Allemagne sous le Troisième Reich. Le texte de l'affiche original est : « 5 doigts sont une main ! Avec ces 5, attrapons nos ennemis. ». Le slogan a d'ailleurs inspiré une partie du texte à l'arrière de l'album : « La main a 5 doigts, capables et puissants, en mesure de détruire autant que de créer ». Enfin, il est marqué en caractères gras : « Ouvrez vos yeux, ouvrez vos bouches, fermez vos mains et fermez vos poings. ». Cette phrase sera réutilisée par Serj Tankian dans sa chanson Uneducated Democracy sur son troisième album solo Harakiri.

## Performances live
L'album demeure une pièce maitresse dans la discographie de System of a Down. Nombreuses sont les prestations live au cours desquelles beaucoup de titres de cet album sont joués, que ce soit de façon régulière ou plus occasionnelle. Parmi les chansons jouées régulièrement, il y a le fameux trio de conclusion War?, Toxicity et Sugar, cette dernière concluant de manière systématique tous leurs concerts et étant très appréciée des fans. Mind est également souvent jouée, notamment à leur prestation au festival de Rock In Rio en 2011, de même que Suggestions, qui fut notamment jouée pendant tout le Reunion Tour. Toujours pendant cette même tournée, Know fut intégrée à la setlist pour la première étape américaine avant d'être retirée (avant cela, elle fut énormément jouée lors du Mezmerize/Hypnotize Tour). Darts et P.L.U.C.K sont plus rarement jouées, la dernière n'ayant plus été jouée depuis le Wake Up The Souls Tour de 2015. Peephole n'a plus été jouée depuis 2013, au contraire de CUBErt, jouée plusieurs fois pendant la tournée de 2015. Enfin, Suite-Pee marque le début de l'instant "Rock and Roll" selon Malakian, que le groupe exécute après quelques cris et sauts dudit Malakian. Durant le Reunion Tour, Suite-Pee était jouée avant le trio War?, Toxicity et Sugar.

## Liste des titres
| No  | Titre                                                      | Paroles                      | Musique                                      | Durée |
| --- | ---------------------------------------------------------- | ---------------------------- | -------------------------------------------- | ----- |
| 1.  | Suite-Pee                                                  | Serj Tankian                 | Daron Malakian                               | 2:32  |
| 2.  | Know                                                       | Serj Tankian                 | Shavo Odadjian, Daron Malakian, Serj Tankian | 2:56  |
| 3.  | Sugar                                                      | Serj Tankian                 | Shavo Odadjian, Daron Malakian               | 2:33  |
| 4.  | Suggestions                                                | Serj Tankian                 | Daron Malakian                               | 2:44  |
| 5.  | Spiders                                                    | Serj Tankian                 | Daron Malakian                               | 3:35  |
| 6.  | DDevil                                                     | Serj Tankian                 | Shavo Odadjian, Daron Malakian               | 1:43  |
| 7.  | Soil                                                       | Serj Tankian                 | Daron Malakian                               | 3:25  |
| 8.  | War?                                                       | Serj Tankian                 | Daron Malakian                               | 2:40  |
| 9.  | Mind                                                       | Serj Tankian                 | Shavo Odadjian, Daron Malakian, Serj Tankian | 6:16  |
| 10. | Peephole                                                   | Serj Tankian                 | Daron Malakian                               | 4:04  |
| 11. | CUBErt                                                     | Serj Tankian, Daron Malakian | Daron Malakian                               | 1:49  |
| 12. | Darts                                                      | Serj Tankian                 | Daron Malakian                               | 2:42  |
| 13. | P.L.U.C.K. ((Politically Lying, Unholy, Cowardly Killers)) | Serj Tankian                 | Daron Malakian                               | 3:37  |

| 14. | Marmalade | Serj Tankian | Daron Malakian | 3:02 |
| 15. | Störagéd  | Serj Tankian | Daron Malakian | 1:19 |

| 1. | Sugar (Live)     | Serj Tankian | Shavo Odadjian, Daron Malakian               | 2:27 |
| 2. | War? (Live)      | Serj Tankian | Daron Malakian                               | 2:48 |
| 3. | Suite-Pee (Live) | Serj Tankian | Daron Malakian                               | 2:58 |
| 4. | Know (Live)      | Serj Tankian | Shavo Odadjian, Daron Malakian, Serj Tankian | 3:04 |

Les chansons Honey et Temper, qui sont dans le CD Demo Tape 2 furent enregistrées pour figurer dans l'album mais n'y figurent finalement pas. Les versions réenregistrées refirent surface plus tard.

## Personnel

### System of a Down
- Daron Malakian : guitares, chœurs
- Serj Tankian : chant, claviers/samples
- Shavo Odadjian : basse, growls sur Sugar, Mind et P.L.U.C.K
- John Dolmayan : batterie

### Production
- Production : Rick Rubin & System of a Down
- Mixage : D. Sardy
- Ingénierie : Sylvia Massy
- Ingénieur/Assistant ingénieur : Greg Fidelman
- Enregistrement additionnel : D. Sardy
- Assistants ingénieurs : Sam Storey, Nick Raskulinecz
- Assistants ingénieurs mixdown : James Saez, Greg Gordon, Andy Haller, Bryan Davis
- Piano additionnel : Rick Rubin
- Photographie : Anthony Artiaga
- Couverture : John Heartfield
- Direction artistique : Frank Harkins & System of a Down
- A&R : Dino Paredes, Sam Wick
- Management : Velvet Hammer Management, David "Beno" Benveniste
- Enregistré aux studios Sound City, Van Nuys, CA
- Chant et enregistrements additionnels à l'Akademie Mathematique of Philosophical Sound Research, Hollywood, CA
- Mixé aux Record Plant Studios, Hollywood, CA & Hollywood Sound, CA
- Masterisé par Vlado Meller aux Sony Studios, New York, NY